# فرناندو تخه‌رو
فرناندو تِخه‌رو (اسپانیایی: Fernando Tejero‎؛ زادهٔ ۲۴ فوریهٔ ۱۹۶۷) بازیگر اهل اسپانیا است. وی از سال ۱۹۹۹ میلادی تاکنون مشغول فعالیت بوده‌است.
از فیلم‌هایی که وی در آن‌ها نقش داشته است می‌توان به «خدایان فوتبال» (۲۰۰۳) اشاره نمود؛ که بابت آن، برندهٔ جایزه گویا شد.
او همچنین به‌خاطر هنرنمایی در سریال تلویزیونی «اینجا کسی نمی‌تونه زندگی کنه» (۲۰۰۴) برندهٔ جایزه زرین برنامه‌های تلویزیونی شد و شهرت فراوانی در اسپانیا یافت.
از دیگر فیلم‌ها یا مجموعه‌های تلویزیونی که وی در آن‌ها نقش داشته است، می‌توان به پیشنهاد سرآشپز، جنایت بی‌نقص، شب پادشاهان، دردسر قریب‌الوقوع، به‌طور کاملاً اتفاقی و تورِمولینوس ۷۳ اشاره نمود.